# Hamzat Bek
Hamzat Bek (Gamzat Bek, Gamsat Bek, Jamsat Bek) Gotsalinski (en ruso: Гамзат-бек (Хамзат-бек) Гоцатлинский; 1789-1834) fue el segundo imán del Imanato del Cáucaso, que sucedió a Ghazi Muhammad. 
Hamzat-Bek era hijo de uno de los bek ávaros. Fue educado bajo la supervisión de predicadores musulmanes, convirtiéndose en un ávido seguidor del sufismo. En agosto de 1834, Hamzat-Bek lanzó un asalto contra los kanes ávaros, que colaboraban con el gobierno ruso y eran hostiles a los movimientos sufíes. Tuvo éxito en la toma de Junzaj, la capital del Kanato avar, y ejecutó a Bajú Bike (en:Bakhu Bike I), la kanum (viuda del Kan Sultán Ahmed) y a sus hijos. En los siguientes dieciocho meses, combatió activamente a los rusos. Los partidarios de los kanes ávaros, incluyendo a Hadji Murad, conspiraron contra Hamzat Bek y lo mataron (la obra de León Tolstói Hadji Murat está basada en este acontecimiento). Tras la muerte de Hamzat Bek, subiría al liderazgo del imanato de Daguestán el imán Shamil.